# Hudina
Hudina je priimek v Sloveniji, ki ga je po podatkih Statističnega urada Republike Slovenije na dan 1. januarja 2010 uporabljalo 65 oseb.

## Znani nosilci priimka
- Ferdinand (Ferdo) Hudina (1905-1975), farmacevt, lekarnar (Mb)
- Marjan Hudina (*1938), strojnik, strokovnjak za jedrsko tehniko, univ. prof.
- Metka Hudina (*1968), agronomka, univ. prof.